# Ronnie James Dio This Is Your Life
Ronnie James Dio This Is Your Life is een tributealbum uit 2014, naar aanleiding van het overlijden van de zanger en songwriter Ronnie James Dio in 2010 door maagkanker. Hij was zanger van diverse voornamelijk heavy-metalbands als Elf, Rainbow, Black Sabbath, Heaven & Hell, Roger Glover and guests en zijn eigen band Dio.
Het album bevat diverse nummers die oorspronkelijk gezongen zijn door Ronnie James Dio en de opbrengst is bedoeld voor het Ronnie James Dio Stand Up and Shout Cancer Fund

## Tracklist
1. Neon Knights - Anthrax
2. The Last In Line - Tenacious D
3. The Mob Rules - Adrenaline Mob
4. Rainbow In The Dark - Corey Taylor, Roy Mayorga, Russ Parrish (Satchel), Christian Martucci en Jason Christopher
5. Straight Through The Heart - Halestorm
6. Starstruck - Motörhead met Biff Byford van Saxon
7. The Temple Of The King - Scorpions
8. Egypt (The Chains Are On) - Doro
9. Holy Diver - Killswitch Engage
10. Catch The Rainbow - Glenn Hughes, Simon Wright, Craig Goldy, Rudy Sarzo en Scott Warren
11. I - Oni Logan, Jimmy Bain, Rowan Robertson, Brian Tichy
12. Man On The Silver Mountain - Rob Halford, Vinny Appice, Doug Aldrich, Jeff Pilson en Scott Warren
13. Ronnie Rising Medley (Feat. A Light In The Black, Tarot Woman, Stargazer en Kill The King) - Metallica
14. This Is Your Life - Dio

### Bonusnummers
1. Heaven And Hell - Stryper (op het Japanse album)
2. Stand Up And Shout - Dio Disciples (op het Japanse album)
3. Buried Alive - Jasta (Digitale bonustrack)